# Radulidium subulatum
Radulidium subulatum är en svampart som först beskrevs av de Hoog, och fick sitt nu gällande namn av Arzanlou, W. Gams & Crous 2007. Radulidium subulatum ingår i släktet Radulidium, divisionen sporsäcksvampar och riket svampar.   Inga underarter finns listade i Catalogue of Life.